# Antônio Nássara
Antônio Gabriel Nássara, mais conhecido como Nássara (Rio de Janeiro, 11 de novembro de 1910 — Rio de Janeiro, 11 de dezembro de 1996), foi um compositor, caricaturista e desenhista brasileiro.
Carioca filho de libaneses, começou a compor marchinhas carnavalescas nos anos de 1930, disputando e vencendo concursos com Lamartine Babo, Noel Rosa (seu vizinho de infância em Vila Isabel) e Ary Barroso.
Frequentou o curso de Belas Artes, mas não se formou. Trabalhou nos jornais Carioca, O Globo, Vamos Ler, A Noite, Diretrizes, O Cruzeiro, Mundo Ilustrado, Flan, Última Hora e O Pasquim.
Seu maior sucesso foi a marcha "Alá-lá-ô", de 1941, em parceria com Haroldo Lobo, ficando conhecido por seu estilo de parodiar ou citar composições famosas em suas próprias músicas.
É tido também como o primeiro autor de um jingle comercial do Brasil e em 1990 foi homenageado com uma exposição de várias caricaturas suas, feitas por jovens caricaturistas, realizada no Museu Nacional de Belas Artes do Rio de Janeiro.
Suas composições mais conhecidas incluem:
- Alá-lá-ô (com Haroldo Lobo)
- Formosa (com J. Ruy)
- Periquitinho verde (com Sá Róris)
- Florisbela (com Frazão)
- Mundo de Zinco (com Wilson Batista)
- Nós Queremos uma Valsa (com Frazão)
- Retiro da Saudade (com Noel Rosa)
- Meu Consolo É Você (com Roberto Martins)
- O Craque do Tamborim (com Luís Reis)
- Balzaqueana (com Wilson Batista)
- Alegria de Pobre (com Valdemar de Abreu)
- Desprezo (com Osvaldinho)